# Martin i Lewis
Dean Martin i Jerry Lewis byli parą amerykańskich komików, którzy współpracowali razem w latach 1946-1956, osiągając ogromny sukces. Pierwszy raz wystąpili razem w klubie nocnym „500 Club” w Atlantic City – Martin próbował śpiewać, a Lewis mu w tym przeszkadzał, wcielając się w rolę kelnerów, parkingowych lub innych pracowników klubu, co kończył się tym, że Martin gonił i próbował złapać Lewisa, kompletnie nie zwracając uwagi na widownię, wpadając i przewracając członków orkiestry i instrumenty, stoliki, gości i krzesła. Martin i Lewis dużo improwizowali podczas swoich numerów oraz czerpali z tradycji wodewilu. Przez dziesięć lat występowali razem w klubach nocnych, programach radiowych i telewizyjnych oraz w prawie 20 filmach.

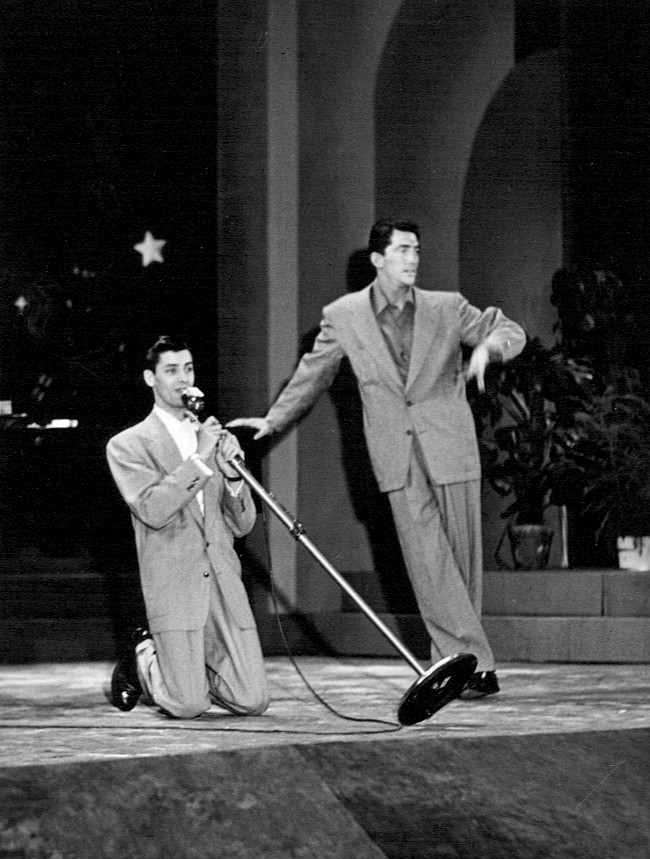
Jerry Lewis i Dean Martin podczas występu

## Program radiowy
„The Martin and Lewis Show” był emitowany przez stację NBC w latach 1949-1953. Audycja trwała 30 minut i początkowo przebiegał według stałej formuły: utwór początkowy, jeden lub dwa skecze, utwór wykonany przez Martina, przedstawienie gościa, główny skecz programu z udziałem gościa, numer końcowy zaśpiewany przez Martina. Później w programie Martin i Lewis żartowali i rozmawiali o swoich karierach – ich wspólnych występach i sukcesach filmowych, więcej czasu przeznaczono też na występy gości.
Goście programu tworzyli dość zróżnicowaną grupę komików, aktorów, piosenkarzy. Byli to m.in. Frank Sinatra, Marlene Dietrich, George Raft, Jane Wyman, Linda Darnell, Jimmy Stewart, Shelley Winters, Rhonda Fleming, Zsa Zsa Gabor, Tony Curtis, Janet Leigh, Claire Trevor, Ann Blyth, Ann Sheridan, Jane Russell, Virginia Mayo, William Holden, Bob Hope, Burt Lancaster.

## Program telewizyjny
Martin i Lewis występowali gościnnie w kilku programach („Toast of the Town” Eda Sullivana, „Hour Glass”, „Welcome Aboard”), jednak najbardziej znana jest ich praca dla „Colgate Comedy Hour”. Trwający 50 minut program emitowany był w latach 1950-1955 przez stację NBC, a sponsorowany przez Colgate-Palmolive. „Colgate Comedy Hour” był pierwszy programem emitowanym na żywo w niemal całych Stanach Zjednoczonych, a od 1953 roku emitowano go w kolorze.

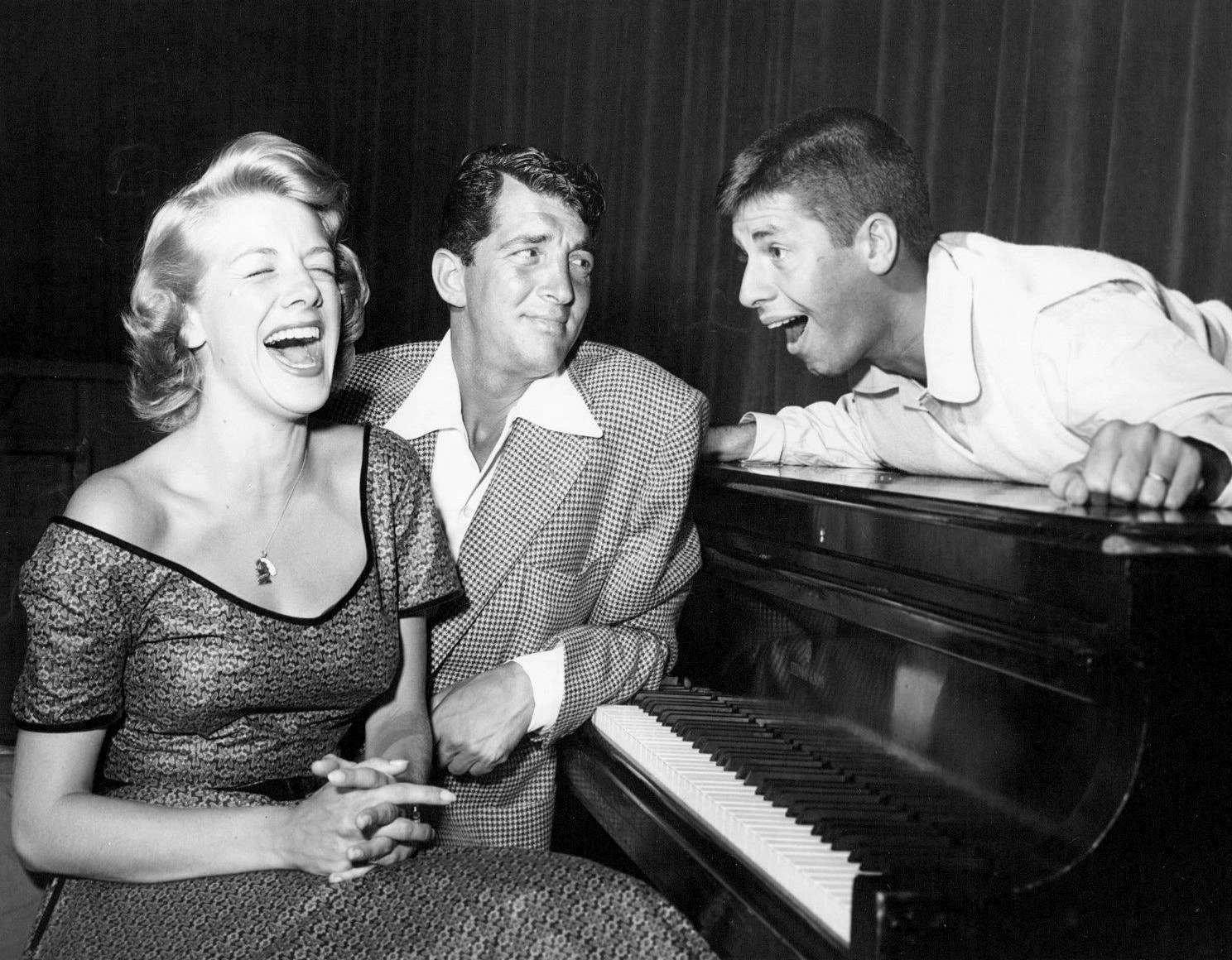
Rosemary Clooney, Dean Martin, Jerry Lewis podczas „Colgate Comedy Hour” w 1952 r.

Program nie miał stałego prowadzącego, zmieniali się oni w każdym tygodniu. Styl Martina i Lewisa w „Colgate Comedy Hour” był bliższy ich występom w klubach i radiu niż w filmach, a przez to bardziej spontaniczny i przez wielu uważany za śmieszniejszy. Artyści wykonywali piosenki, odgrywali skecze, zapraszani byli też goście, wodewil łączony był z rewią.
Martin i Lewis byli prowadzącymi programu 8 razy podczas pierwszego sezonu, 5 razy w drugim, 5 razy w trzecim, 4 w czwartym, 4 w piątym i 2 razy w szóstym, ostatnim. Innymi prowadzącymi byli m.in. Eddie Cantor, Fred Allen, Bobby Clark, Bob Hope, Abbott i Costello. Łącznie, razem z programami wakacyjnymi, powstały 221 odcinki.

## Filmografia
| Rok  | Tytuł oryginalny         |
| ---- | ------------------------ |
| 1949 | My Friend Irma           |
| 1950 | My Friend Irma Goes West |
| 1950 | At War with the Army     |
| 1951 | That's My Boy            |
| 1952 | Sailor Beware            |
| 1952 | Jumping Jacks            |
| 1952 | Road to Bali             |
| 1953 | The Stooge               |
| 1953 | Scared Stiff             |
| 1953 | The Caddy                |
| 1953 | Money from Home          |
| 1954 | Living It Up             |
| 1954 | 3 Ring Circus            |
| 1955 | You're Never Too Young   |
| 1955 | Artists and Models       |
| 1956 | Pardners                 |
| 1956 | Hollywood or Bust        |

## Koniec współpracy
Dean Martin był coraz bardziej niezadowolony ze współpracy z Jerrym Lewisem. Jego role we wspólnych filmach były schematyczne i mało wyraziste, ograniczały się do bycia tzw. straight manem – stwarzał sytuacje lub wprowadzał dialog, dzięki czemu potem Lewis mógł powiedzieć puentę lub zareagować w śmieszny sposób, uzyskując pochwały krytyków. Martin zarzucał mu też zatracenie ich początkowego stylu, elementu zabawy i spontaniczności i skupienie się na zyskach. Martin dokończył ostatni wspólny film „Hollywood or Bust”, a 25 lipca 1956 roku odbył się ich ostatni występ w nowojorskim klubie nocnym „The Copacabana”, co zakończyło trwającą 10 lat współpracę.